# SHERLOG
SHERLOG Technology, a.s. je provozovatel vlastní rádiové frekvence. Vlastní rádiovou síť využívá pro lokalizaci a vyhledávání odcizených vozidel SHERLOG SecurityCar. Provozuje také GPS/GSM monitorovací systémy SHERLOG Trace, které nabízejí komplexní službu pro správu vozového parku. Specifické využití představuje produkt SHERLOG Security Pipelines, který slouží k detekci a lokalizaci úniků médií z dálkovodných tras. 
Systém SHERLOG SecurityCar je jediný systém v ČR určený pro zabezpečení vozidel všeho druhu na bázi rádiové technologie. Rádiová síť je tvořena soustavou stovek anténních zaměřovacích bodů, které umožňují lokalizovat chráněný objekt. Díky koordinaci NON - STOP operačního centra, vlastních vyhledávacích prostředků a spolupráci s Policií ČR je délka vyhledávací akce průměrně 2 hodiny. Systém SHERLOG SecurityCar je dlouhodobě nejúčinnější pokrádežový zabezpečovací systém s úspěšností navrácení vozidla více než 98 %.
SHERLOG Technology, a.s. provozuje monitorovací systémy SHERLOG Trace. V současné době je největším provozovatelem online monitorovacích systémů a elektronické knihy jízd v ČR. 
SHERLOG Security Pipelines je prověřený online systém včasné detekce úniků z potrubí nezávisle na druhu média (ropa, voda, plyn,…). Systém detekuje již malé úniky a  je schopen lokalizovat místo úniku v řádech desítek metrů do několika desítek sekund. Je využíván pro předcházení ekologických škod, technických havárií a nelegálních odběrů komodit.
SHERLOG Technology, a.s. představuje na domácím trhu špičku ve svých oborech a řadí se k předním i v evropském měřítku. Služby systému SHERLOG aktivně využívá přibližně 7 500 společností a to nejen v ČR a Evropě, ale i v Jižní Americe a na Blízkém východě.

## Historie
Značka byla uvedena na trh v roce 1992. Ve stejném roce byla zahájena výstavba technické infrastruktury vlastní rádiové sítě. Postupně byl na český trh uveden první produkt vyhledávání odcizených vozidel amerického původu LoJack, který během let 1997 a 1998 nahradila společnost vlastní produktovou řadou SHERLOG SecurityCar. V roce 2004 začala využívat technologii GPS/GSM pro online monitoring vozidel a elektronickou knihu jízd SHERLOG Trace. Zahájila také spolupráci se společností O2 Česká republika, která rozšířila své ICT služby o nabídku komplexní správy vozových parků pod vlastním obchodním názvem CAR CONTROL. 
Od roku 2014 se také věnuje specifickému využití vlastního know how pod názvem SHERLOG Security Pipelines, který se zaměřuje na detekci a lokalizaci úniku médií z potrubí a rozšiřuje definitivně svoje pole působnosti i mimo obor automotive.